# Decipha trifidia
Decipha trifidia är en insektsart som först beskrevs av Medler 1988.  Decipha trifidia ingår i släktet Decipha och familjen Ricaniidae. Inga underarter finns listade i Catalogue of Life.